# Нипхауз, Вальтер
Вальтер Нипхауз (нем. Walter Niephaus; 30 марта 1923, Мёрс — 2 ноября 1992, Андернах) — немецкий шахматист.
В составе сборной ФРГ участник 12-й Олимпиады (1956) в Москве и 2-го командного чемпионата Европы (1961) в Оберхаузене.

## Спортивные достижения
| Год  | Город      | Турнир                         | + | − | = | Результат | Место |
| ---- | ---------- | ------------------------------ | - | - | - | --------- | ----- |
| 1956 | Москва     | 12-я Олимпиада                 | 5 | 2 | 3 | 6½ из 10  |       |
| 1961 | Оберхаузен | 2-й командный чемпионат Европы | 0 | 3 | 6 | 3 из 9    |       |